# Чарльз Кіффер
Чарльз Кіффер (англ. Charles Kieffer; 11 серпня 1910 — 8 листопада 1975) — американський академічний веслувальник.
Олімпійський чемпіон 1932 року в складі розпашної двійки зі стерновим.